# غزنرة إكمانية
غزنرة إكمانية (الاسم العلمي:Gesneria ekmanii) هي نوع من النباتات تتبع جنس الغزنرة من الفصيلة الغزنرية.